# Kristofer Snarberg
Kristofer Erik Snarberg, född 25 augusti 1991 i Jönköping, är en svensk fotbollsspelare som spelar för Jönköpings BK. Han har tidigare spelat för bland annat Husqvarna FF. Han spelar främst som mittback. 

## Karriär
Snarbergs moderklubb är Jönköpings Södra IF, där han började spela fotboll som sexåring. I juli 2010 lånades han ut till division 2-klubben IK Tord. I juli 2012 lånades han ut till Tenhults IF. Han spelade några matcher i Svenska cupen för Jönköpings Södra, men dock inga ligamatcher.
I januari 2013 skrev han på ett tvåårskontrakt med Husqvarna FF. Han gjorde sin debut i Superettan den 1 juni 2014 i en 1–3-hemmaförlust mot GIF Sundsvall, när han i den 63:e minuten byttes in mot Semir Agovic. I december 2014 förlängde han sitt kontrakt med tre år. Efter säsongen 2018 valde Snarberg att sluta med fotbollen, om än tillfälligt. Istället blev det studier i Spanien.
Sommaren 2019 gick Snarberg till division 5-klubben Jönköpings BK. Han spelade 10 matcher och gjorde fyra mål i Division 5 2019 då klubben blev uppflyttad. Säsongen 2020 spelade Snarberg 11 matcher och gjorde tre mål i division 4. Följande säsong gjorde han fyra mål på nio matcher och hjälpte klubben att bli uppflyttade till division 3. Säsongen 2022 gjorde Snarberg ett mål på 12 matcher.